# Dalwigksthal
Dalwigksthal is een  dorp in de gemeente Lichtenfels in het district Waldeck-Frankenberg in Hessen. Dalwigksthal ligt aan de Uerdinger Linie, in het traditionele Nederduitse gebied. Dalwigksthal bestaat sinds 1851. Dalwigksthal heeft ongeveer 200 inwoners.